# Bolostromus venustus
Bolostromus venustus är en spindelart som beskrevs av Anton Ausserer 1875. Bolostromus venustus ingår i släktet Bolostromus och familjen Cyrtaucheniidae.
Artens utbredningsområde är Colombia. Inga underarter finns listade.